# 河洛大鼓
河洛大鼓早期被称为鼓碰弦、大鼓京腔、洛阳大鼓，是发源自河南省洛阳市，在洛阳琴书的基础上结合南阳的单大鼓，并吸纳河南坠子的曲调形式后形成的一种說唱藝術。1952年被定名为河洛大鼓。最早形成于清代光绪末年，2006年被中国国务院列入国家级非物质文化遗产。